# Simonka de Jong
Simonka de Jong (Amsterdam, 9 mei 1972) is een Nederlands journalist en documentairemaaktster.
De Jong bezocht het Montessori Lyceum Amsterdam en studeerde vervolgens filosofie en kunstgeschiedenis aan de Universiteit van Amsterdam en aan de Vrije Universiteit Amsterdam. Tijdens haar studie verbleef ze enkele perioden in het buitenland, voor verdere studie in Padua en Norwich. Hierna deed ze verschillende vervolgopleidingen op het gebied van scenarioschrijven en regie. Ze werkte als redacteur van het tijdschrift Kunstlicht en voor het dagblad Trouw. Vanaf 2000 werkte ze als medewerker publiciteit bij kunstcentrum De Appel. Vanaf 2002 was ze freelance journalist voor verschillende kranten. In 2004 won ze de scenarioprijs van het IDFA-festival.
In 2005 debuteerde ze op het IDFA met haar documentaire Tsjechisch Kerstfeest over de relatie tussen haar moeder en tante. In 2008 maakte ze de documentaire Yvette over een stoer, maar kwetsbaar Lonsdalemeisje. In 2011 kwam de documentaire Het zwijgen van Loe de Jong uit, waarin ze de relatie tussen haar grootvader Loe de Jong en diens tweelingbroer Sally belicht.
- Nederlandse Thesaurus van Auteursnamen: 292209088
- Virtual International Authority File: 279986229
- WorldCat: E39PBJy8rm9B4GpcRQhGKhyyBP